# Schwarzenbruch (Kruchten)
Schwarzenbruch ist ein Weiler der Ortsgemeinde Kruchten im Eifelkreis Bitburg-Prüm in Rheinland-Pfalz.

## Geographische Lage
Schwarzenbruch liegt rund 2,5 km südöstlich des Hauptortes Kruchten am Beginn eines Tals. Der Weiler ist von einem großen Waldgebiet umgeben und liegt am Beginn des Nusbaumer-Hardts. In der Nähe von Schwarzenbruch fließt ein Ausläufer des Rohrbaches. Südlich der Ansiedlung fließt der Fleißbach.

## Geschichte
Zur genauen Entstehungsgeschichte des Weilers liegen keine Angaben vor. Bekannt ist jedoch, dass die ersten Gebäude vor der Mitte des 19. Jahrhunderts errichtet wurden. Im Gegensatz zum Weiler Neuafrika ist nachfolgend kein größeres Wachstum der Siedlung zu beobachten, sodass Schwarzenbruch noch heute einem Wohnplatz ähnelt.

## Kultur und Sehenswürdigkeiten

### Ehrenfriedhof
Sehenswert und von kultureller Bedeutung ist vor allem der Heldenfriedhof Kruchten-Schwarzenbruch am nördlichen Ende des Weilers. Hier wurden insgesamt 88 Soldaten aus dem Zweiten Weltkrieg bestattet.

### Naherholung
Durch Schwarzenbruch verläuft der Wanderweg 51 des Naturpark Südeifel. Es handelt sich um einen rund 14 km langen Rundwanderweg, der die Orte Kruchten, Hommerdingen und Freilingen verbindet. Der Wanderweg verläuft unter anderem auch durch das große Waldgebiet Nusbaumer-Hardt. Dieses ist als Erholungsgebiet bekannt und beinhaltet weitere Wanderrouten mit ähnlich langen Strecken.

## Wirtschaft und Infrastruktur

### Unternehmen
In Schwarzenbruch ist eine Reitschule ansässig.

### Verkehr
Es existiert eine regelmäßige Busverbindung.
Schwarzenbruch ist durch die Landesstraße 3 erschlossen.